# La hora nacional
La hora nacional es un programa de radio producido por la Dirección General de Radio, Televisión y Cinematografía (RTC) de la Secretaría de Gobernación de México. El programa de una hora se transmite a las 10 p. m. los domingos en todas las estaciones de radio mexicanas según lo exige la ley de radiodifusión mexicana y se transmite también vía streaming por sus redes sociales.

## Primera emisión
La hora nacional debutó el 25 de julio de 1937, cuando salió al aire en la estación XEDT, en ese entonces la estación del Departamento Autónomo de Prensa y Propaganda presidencial. Alonso Sordo Noriega, quien luego fundaría XEX-AM, fue el primer presentador del programa. 
La visión del programa de una hora era crear un puente entre el gobierno federal y la sociedad mexicana y fomentar la formación nacional. La hora nacional surgió durante una década cuando el gobierno mexicano de Lázaro Cárdenas ingresó aún más al medio de la radiodifusión.
El primer programa informó sobre la importancia de la estatización de los Ferrocarriles Nacionales de México y destacó la canción “Eres tú”, de Alfonso Esparza Oteo, cantada por Evangelina Magaña y “Nunca, nunca, nunca” de  Tata Nacho ejecutada al piano. Se calculó que ese primer programa fue escuchado por 1 millón 800 mil personas, la décima parte de la población que tenía el país. 

### Evolución
La programación de La hora nacional ha variado ampliamente a lo largo de su historia, incluyendo música clásica, música popular y controles remotos en vivo desde varios lugares de México; también ha tendido a cambiar significativamente de acuerdo con los cambios políticos más importantes. En la década de 1950, La hora nacional enfatizó la música mexicana y dedicó programas completos a diferentes estados mexicanos. En la década de 1960, La hora nacional se convirtió más en un programa de revista de radio, con dramatizaciones de hechos históricos. Décadas posteriores sumarían secciones culturales y deportivas, poesía, entrevistas y segmentos que resumieran las actividades del Presidente de México.
Durante 30 años, La hora nacional se transmitió en vivo.

### Cambio de formato
El 26 de julio de 1987 La hora nacional celebró su 50 aniversario con un cambio radical de formato. Anteriormente, todo el programa de una hora de duración se había originado en la RTC en la Ciudad de México. Sin embargo, a partir de 1987, la segunda mitad del programa se produce por cada uno de los estados y transmitida dentro de cada estado. Actualmente, 27 de las 32 entidades federativas mexicanas producen sus propias medias horas. Las estaciones de Baja California Sur, Baja California, Campeche, Tabasco y Tamaulipas emiten una segunda media hora "complementaria" producida por la RTC, ya que esos estados no originan el opt-out.
El nombre del programa ha cambiado a lo largo de su historia. En un momento se conoció como La hora Ejército-Marina; en otro, fue nombrada Revista Nacional Semanal.

### Renovación

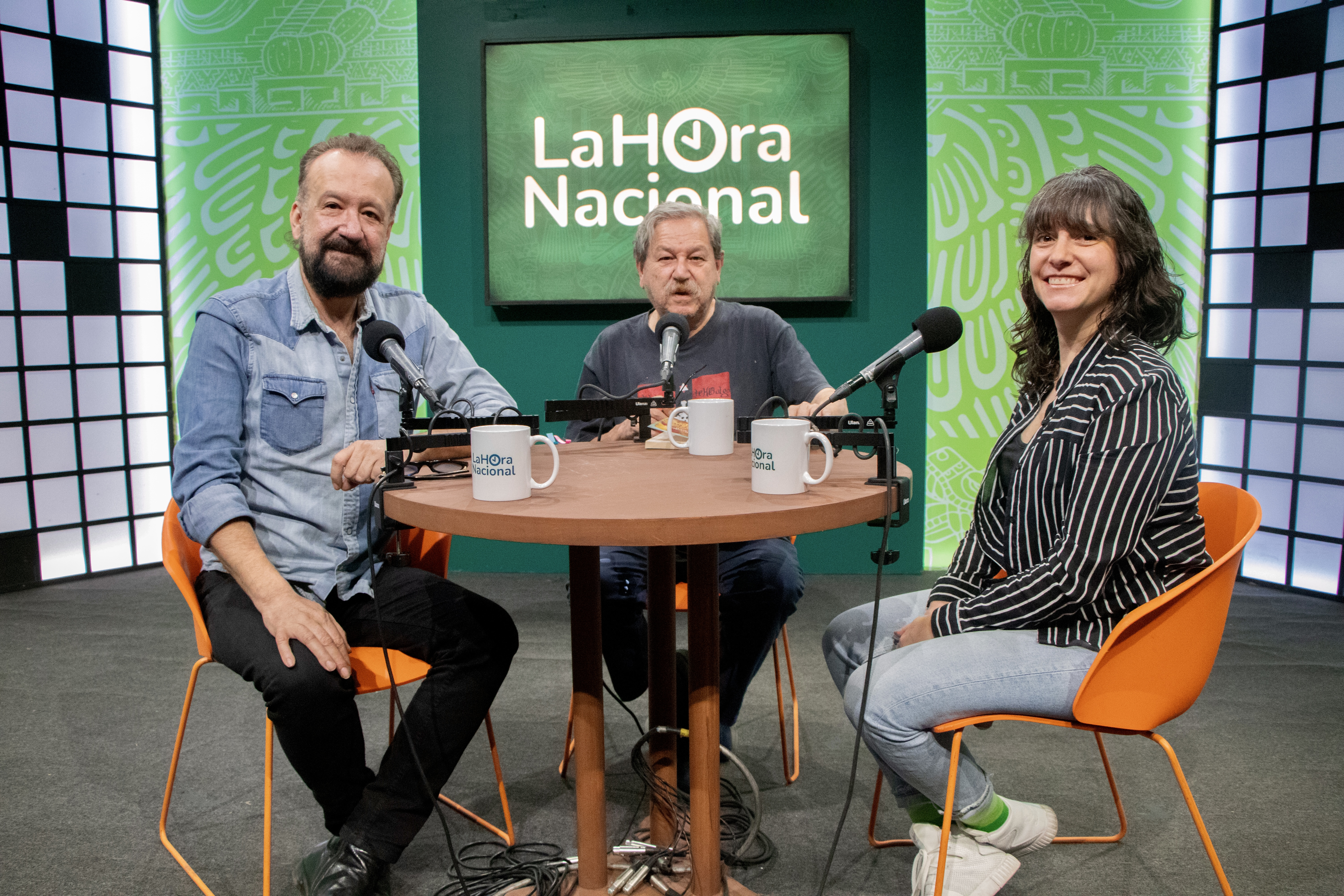
Cha!, Paco Ignacio Taibo II y Leonora Milán en La Hora Nacional, Canal 11, 2024

A partir del 2 de enero de 2022 ingresaron los locutores Fernanda Tapia y Sergio Bonilla, con quienes inició una renovación importante del programa en un faceta visual que se puede ver en redes sociales y algunos canales públicos de televisión.
A partir del 20 de octubre de 2023, la conducción quedó a cargo del bajista y locutor Javier Ramírez "El Cha!" y la divulgadora de ciencia Leonora Milán, con su ingreso se inauguraron nuevas secciones en el programa: "Episodios Nacionales", donde se invita a escritores e historiadores a relatar hechos trascendentes de la Historia de México; "Córrele que aquí espantan", que cuenta con historias de terror interpretadas por actores y "Reportajes", que dan cuenta de proyectos llevados a cabo por el Gobierno de México, así como del patrimonio cultural y ambiental de México.

## Conductores
- Bruno Rey   (1965-1970)
- Charo Fernández (2009-2013)
- Víctor Manuel Espinoza (2009-2013)
- Paty Velasco (2013-2020)
- Pepe Campa (2013-2020)
- Ileana Rodríguez "Reclu" (2014-2016)
- Marisol Gasé (2020-2021)
- José "Pepe" Gordon (2020-2021)
- Nora Huerta (2021-2022)
- Fernanda Tapia (2022-2023)
- Sergio Bonilla (2022-2023)
- Javier Ramírez "El Cha!" (2023-presente)
- Leonora Milán (2023-presente)